# Célia Blauel
Célia Blauel, née le 10 novembre 1981 à Mulhouse, est une femme politique française, membre d'EÉLV.
Le 3 juillet 2020, elle est élue maire-adjointe de Paris chargée de la prospective Paris 2030 et de la résilience auprès d'Anne Hidalgo. Elle obtient par la suite la délégation de la Seine avant de démissionner pour des raisons personnelles. De 2014 à 2020, elle est présidente du conseil d'administration d'Eau de Paris.

## Biographie

### Formation
Célia Blauel passe son enfance à Ferrette en Alsace. En 2003, elle sort diplômée de Sciences Po Strasbourg,.

### Débuts
Célia Blauel occupe des postes de chargée de communication pour différents organismes comme Maison&Objet (2003-2004), Café babel (2004), pour le cabinet du maire du 14e arrondissement de Paris (2004-2008) ou encore pour l'Inpes entre 2010 et 2012. Elle occupe aussi un poste de conseillère technique développement durable à la mairie de Palaiseau (Essonne) entre 2008 et 2010. Elle adhère à EELV en 2004.
Elle est directrice de campagne[Pour qui ?] lors des élections municipales de 2008.
En 2008, elle est élue conseillère du 14e arrondissement de Paris déléguée aux espaces verts et à la téléphonie mobile.

### Mairie de Paris
Lors du élections municipales de 2014 à Paris, elle est candidate sous l'étiquette EELV dans le 14e arrondissement de Paris (8,77 % des voix au premier tour), et rejoint la liste d'union de la gauche au second tour. Anne Hidalgo devient maire de Paris, et Célia Blauel devient son adjointe chargée de l'environnement et conseillère de Paris.
Le 6 juin 2014, elle est élue présidente du conseil d'administration d'Eau de Paris,. En octobre 2014, elle est nommée présidente d'Aqua Publica Europea (APE), association pour la gestion publique de l'eau au niveau européen et international. Fin 2016, elle organise une campagne sur la potabilité de l'eau du robinet à Paris, et qualifie la consommation de cette eau de "geste éco-responsable". En 2017, elle publie une tribune sur la baignade dans la Seine, projet porté par Anne Hidalgo dès 2015 pour accompagner la candidature de Paris aux jeux olympiques d'été de 2024. À compter de novembre 2018, elle est chargée de l'assainissement en plus de toutes les questions relatives à la transition écologique, au climat, à l'environnement, à l'eau.
Fin 2019, elle participe à la campagne d'Anne Hidalgo pour les élections municipales de 2020 à Paris en défendant son bilan écologique,.
En 2020, Anne Hidalgo lui attribue la délégation de la Seine après la démission de Pierre Aidembaum de son poste d'adjoint à la maire de Paris.
Le 29 novembre 2021, elle annonce quitter la vie politique professionnelle « pour des raisons strictement personnelles ».

## Mandats
- 2008-2020: Conseillère du 14e arrondissement de Paris déléguée aux espaces verts et à la téléphonie mobile[8]
- Depuis juin 2014 : Présidente du conseil d'administration d'Eau de Paris[10]
- Depuis juin 2014 : Membre du conseil d’administration de Airparif (surveillance de la qualité de l'air)
- Depuis octobre 2014 : Présidente d'Aqua Publica Europea (APE)[11]
- Depuis mars 2016 : Vice-Présidente du Partenariat Français de l'Eau[18]
- Membre du conseil d’administration de Bruitparif (Observatoire du bruit en Île-de-France)
- Membre du comité de bassin Seine-Normandie et du conseil d’administration de l'agence de l'eau Seine-Normandie
- Membre de l'établissement public territorial de bassin Seine Grands Lacs